# 1709
Évszázadok: 17. század – 18. század – 19. század
Évtizedek: 1650-es évek – 1660-as évek – 1670-es évek – 1680-as évek – 1690-es évek – 1700-as évek – 1710-es évek – 1720-as évek – 1730-as évek – 1740-es évek – 1750-es évek
Évek: 1704 – 1705 – 1706 – 1707 –  1708 – 1709 – 1710 – 1711 – 1712 – 1713 – 1714

## Események

### Határozott dátumú események
- április 10. – Árva vára a császáriak kezére kerül.[1]
- július 8. (Julián naptár szerint június 27.) – A poltavai ütközetben I. Péter orosz cár megsemmisítő vereséget mér a svéd csapatokra.[2]
- augusztus 8. – II. Ágost Oroszország támogatásával visszatér a lengyel trónra.[2]
- szeptember 7. – Sigbert Heister elfoglalja Veszprémet és a Dunántúlt.[1]
- szeptember 11. – Ausztria győzelme Malplaquet mellett a franciák felett.[3]

### Határozatlan dátumú események
- szeptember – XIV. Lajos francia király beszünteti a II. Rákóczi Ferencnek küldött segélypénzek folyósítását.[1]
- az év folyamán – 
  - Pestisjárvány tör ki az Alföldön, ami átterjed Felső-Magyarországra.[1]
  - Bartolomeo Cristofori Firenzében elkészíti az első zongorát (gravicembalo con piano e forte).[4]
  - XI. Kelemen pápa Michelangelo dei Conti bíborost kinevezi a Pápai államban lévő Osimo püspökévé.[5]

## Születések
- március 10. – Georg Wilhelm Steller, német botanikus, zoológus, orvos és kutató († 1746)
- szeptember 14. – Wallaskay János magyar orvos, alkimista († 1766)
- november 25. – Franz Benda, hegedűs és zeneszerző († 1786)

## Halálozások
- január 14. – Cseles Márton, jezsuita hittudós (* 1641)
- február 8. – Giuseppe Torelli, hegedűs és zeneszerző (* 1658)
- március 6. – Pekri Lőrinc, brigadéros (* ismeretlen)
- július 28. – id. gróf Barkóczy Ferenc, kuruc tábornagy (* kb. 1627)
- szeptember 8. – Ivan Mazepa, kozák hetman (* 1639)
- szeptember 27. (egyes források szerint szeptember 26.) – Bottyán János, kuruc tábornok (* 1643?)
- október 15. – Berthóti István, kuruc brigadéros, majd vicegenerális (* 17. sz. közepe)

## Európai időjárás
Rendkívüli hideg január elejétől februárig, Kelet-Európától Portugáliáig, óriási fagykárok. A Szajna, a Garda-tó és a Zürichi-tó befagyott.